# Power Play Video
『Power Play Video』（パワー・プレイ・ビデオ）は、テレビ神奈川（tvk）で放送されているミニ番組である。通称PPV。放送日時は、毎週月、火の11:55 - 11:59、月曜日の18:35 - 18:40、火〜木曜日の18:45 - 18:50、土曜日の24:25 - 24:30、日曜日の25:55 - 26:00（2023年9月現在）。

## 概要
以前放送されていた5分ミュージック・ビデオ枠である「S presso（エス・プレッソ）」の実質的な後継番組で、2003年からレギュラー放送を開始。新曲のミュージック・ビデオ（PV）を3曲ほど放送し、ほぼ5分の枠をフルで使って4分半放送する。流される楽曲はほぼ1コーラス尺であり、1コーラス半流す場合もある。制作協力はミューコム（クレジット上では共同制作扱い）。